# Crematogaster tetracantha
Crematogaster tetracantha är en myrart som beskrevs av Carlo Emery 1887. Crematogaster tetracantha ingår i släktet Crematogaster och familjen myror. Inga underarter finns listade i Catalogue of Life.